# Women Cycling Pro Costa De Almería
La Women Cycling Pro Costa De Almería est une course cycliste d'un jour féminine disputée en Espagne. Créée en 2022 sous le nom de Trofeo Costa Almería, elle fait partie depuis 2023 du calendrier de l'Union cycliste internationale en catégorie 1.1. 
L'itinéraire suit un parcours vallonné le long de la côte d'Almería, dans la province du même nom, au sud-est de l'Espagne. En raison de sa situation au sud, la course a lieu en début de saison en janvier. 

## Palmarès
| Année | Vainqueur        | Deuxième           | Troisième            |                  |
| ----- | ---------------- | ------------------ | -------------------- | ---------------- |
| 2022  | Aranza Villalón  | Ántri Christofórou | Nadine Michaela Gill |                  |
| 2023  | Arianna Fidanza  | Emma Norsgaard     | Audrey Cordon-Ragot  |                  |
| 2024  | Olivia Baril     | Ane Santesteban    | Karolina Perekitko   |                  |
| 2025  | annulé/abandonné | annulé/abandonné   | annulé/abandonné     | annulé/abandonné |